# Pałuki (tygodnik)
Pałuki – lokalny tygodnik wydawany w Żninie. Wydanie o nazwie „Pałuki” rozchodzi się na terenie powiatu żnińskiego i gmin: Szubin i Kcynia. Wydanie „Pałuki i Ziemia Mogileńska” obejmuje gminy powiatu mogileńskiego oraz Trzemeszno i Orchowo.

## Nakład i sprzedaż
Średni nakład w 2015 (oba wydania) – 9 697 egz. Format gazety: 250 × 356 mm. Liczba stron: 28 stron tekstowych + 12 wkładkowych (w tym ok. 7 stron ogłoszeń drobnych).
Zgodnie z własnymi danymi wydawcy, nakład i sprzedaż czasopisma kształtowały się w latach 2006–2015 następująco:
| Rok  | Sprzedaż jednego wydania (średniorocznie) |
| ---- | ----------------------------------------- |
| 2006 | 9 838                                     |
| 2007 | 10 509                                    |
| 2008 | 10 615                                    |
| 2009 | 10 444                                    |
| 2010 | 10 745                                    |
| 2011 | 10 708                                    |
| 2012 | 10 562                                    |
| 2013 | 10 401                                    |
| 2014 | 10 014                                    |
| 2015 | 9 697                                     |

## Wydawca
Wydawcą tygodnika jest Wydawnictwo Dominika Księskiego Wulkan. Wydawca i redaktor naczelny: Dominik Księski. Gazeta jest członkiem założycielem Stowarzyszenia Gazet Lokalnych, członkiem Izby Wydawców Prasy i Związku Kontroli Dystrybucji Prasy.

## Historia
W momencie powstania, w lutym 1991 roku, „Pałuki” adresowane były do mieszkańców czterech gmin, czyli dawnego powiatu żnińskiego: Żnina, Janowca, Gąsawy i Rogowa. Od kwietnia 1992 Pałuki ukazują się w gminie Szubin, niewiele później pojawiły się w Kcyni, Łabiszynie i Barcinie. Od marca 1996 została nawiązana współpraca z zespołem redakcyjnym Orędownika Ziemi Mogileńskiej. Jesienią 1996 powstała mogileńska mutacja Pałuk, która z czasem przekształciła się w odrębną gazetę pod tytułem „Pałuki i Ziemia Mogileńska”. W latach 1997–1999 „Pałuki” ukazywały się na prawie całym obszarze etnograficznego regionu Pałuk – w tych latach były także artykuły o gminach położonych na obszarze obecnego powiatu wągrowieckiego. „Pałuki” ukazują się obecnie na obszarze zamieszkanym przez 171 tysięcy mieszkańców (wydanie żnińskie: 106.000, mogileńskie: 65.000). Od października 2010 wydania tygodników „Pałuki” oraz „Pałuki i Ziemia Mogileńska” dostępne są w wersji elektronicznej.

## Nagrody i wyróżnienia
- 1992, nagroda Feliksa przyznaną przez „Gazetę Regionalną” (bydgoska wkładka „Gazety Wyborczej”) za sukces rynkowy; artykuł pt. „Pałuki”, Gazeta Wyborcza z 6 lutego 1992 r. oraz artykuł pt. „Feliksy rozdane”, Gazeta Regionalna nr 81 (214) z 4 kwietnia 1992 r.[3]
- 1993, w drugim konkursie fundacji „Instytut na rzecz Demokracji w Europie Wschodniej” (IDEE) „Pałuki” otrzymują I nagrodę: artykuł pt. Nominacje do Nagrody im. Dariusza Fikusa[4]
- 1994, I nagroda w konkursie dla prasy lokalne fundacji „Instytut na rzecz Demokracji w Europie Wschodniej” (IDEE): artykuł pt. „Nominacje do Nagrody im. Dariusza Fikusa”[4]
- 1996, pierwsza nagroda od Kujawsko-Pomorskiego Towarzystwa Kulturalnego za całokształt pracy dziennikarskiej[5][6]
- 1997, nagroda kulturalna Towarzystwa Przyjaciół Ziemi Pałuckiej w Wągrowcu za integrację regionu[7]
- 2000, wyróżnienie podczas I Kongresu Niezależnej Prasy Lokalnej w Warszawie; artykuł pt. „Wolna i niezależna”[8]
- 2006, odznaka honorowa „Za Zasługi dla Województwa Kujawsko-Pomorskiego” od sejmiku województwa dla wydawnictwa Wulkan[9]
- 2009, nagroda Głównego Inspektora Pracy za prowadzenie w redakcji dyżurów inspektora PIP oraz za serię artykułów[10]
- 2010, Złote Pióro Prezydenta RP dla Sylwii Wysockiej: artykuł pt. „Konkurs dla dziennikarzy rozstrzygnięty”[11]
- 2011, nagrody w konkursie SGL Local Press: artykuł pt. „Konkurs SGL Local Press 2011 pod patronatem Marszałek Sejmu rozstrzygnięty” (udostępniony po wpisaniu w oknie szukania hasła SGL i wejściu do zakładki pt. Aktualności sejmowe)[12]
- 2011, Społeczny Nobel Ashoki 2011 dla Dominika Księskiego: artykuł pt. „Nowości Ashoki w Europie środkowo-wschodniej”[13]
- 2012, nagrody w konkursie SGL Local Press oraz tytuł Gazety Lokalnej Roku 2011: artykuł pt. „Konkurs SGL Local Press 2011 pod patronatem Marszałek Sejmu rozstrzygnięty” (udostępniony po wpisaniu w oknie szukania hasła SGL i wejściu do zakładki pt. „Aktualności sejmowe”)[12]:
- 2012, wyróżnienie SDP dla Karola Gapińskiego; artykuł pt. „Nagrody SDP 2012”[14]
- 2013, Roman Wolek i Remigiusz Konieczka laureatami Konkursu Wyszehradzkiego; artykuł pt. „Ceremonial announcement of the contest winners in the registered office of the Press Club in Warsaw”[15]
- 2013, wyróżnienie Prezydenta RP dla Sylwii Wysockiej; za artykuł „Spadał na szkołę, wyprowadził, zginął w pustym polu”[16]
- 2013, nagrody w konkursie SGL Local Press; artykuł pt. „Konkurs Local Press 2012” w: Kronika Sejmowa, nr 32 (757) z 15 lutego 2013 r. (s. 32)[17]
- 2014, nagroda SDP dla Marian Kawki; artykuł pt. „Wręczenie nagród SDP za 2013”[18]
- 2014, wyróżnienie SDP dla Remigiusza Konieczki; artykuł pt. „Gratulujemy dziennikarzom Pałuk!”[19]
- 2014, nagrody w konkursie SGL Local Press; artykuł pt. „Konkurs SGL Local Press 2013 pod patronatem Marszałek Sejmu rozstrzygnięty” (udostępniony po wpisaniu w oknie szukania hasła SGL i wejściu do zakładki pt. Aktualności sejmowe)[12]:
- 2014, wyróżnienie prezydenta RP dla Bartosza Woźniaka w konkursie Filary Demokracji Lokalnej; artykuł pt. Finał konkursu „Filary Demokracji Lokalnej”[20]
- 2015, Nagroda Obywatelska 25-lecia Samorządności za wieloletnie zaangażowanie w działalność na rzecz społeczności lokalnej dla Dominika Księskiego; artykuł pt. Samorząd szkołą postaw obywatelskich”[21]
- 2015, Medal Marszałka Województwa Kujawsko-Pomorskiego Unitas Durat Palatinatus Cuiaviano-Pomeraniensis dla Dominika Księskiego; artykuł pt. Lista osób odznaczonych Medalem Marszałka Województwa Kujawsko-Pomorskiego „Unitas Durat Palatinatus Cuiaviano-Pomeraniensis” w 2015r.[22]
- 2016, Remigiusz Konieczka za film pt. „Powroźnik gotuje. Liny w galarecie” oraz Damian Stawski za tekst z kategorii dziennikarstwo śledcze pt. Zbierali na biednych, wrzucili na poddasze” nominowani do nagrody w konkursie SGL Local Press 2015[23].